# Ğ
Ğ (gemenform: ğ) är en bokstav som används i turkiskan, azerbajdzjanskan, krimtatariskan och tatariskan. 
I turkiskan kallas ğ yumuşak ge 'mjukt g' och är den nionde bokstaven i det turkiska alfabetet. Den har inget eget uttal, utan betecknar en förlängning av den föregående vokalen. Således skrivs bokstaven aldrig i början av turkiska ord.
I azerbajdzjanskan, krimtatariskan och tatariskan uttalas ğ som en tonande velar frikativa (IPA: [ɣ]). Ğ används som initialbokstav endast i krimtatariskan och tatariskan.